# Abschuss eines Learjet 35 in Taiwan 1994
Der Abschuss eines Learjet 35 in Taiwan 1994 ereignete sich am 17. September 1994. An diesem Tag stürzte ein Learjet 35A der Golden Eagle Aviation ab, nachdem er versehentlich von einem Kriegsschiff der taiwanesischen Marine beschossen wurde. Bei dem Unfall kamen alle vier Insassen der Maschine ums Leben.

## Flugzeug
Bei der betroffenen Maschine handelte es sich um einen 1992 gebauten Learjet 35A mit der Werknummer 35A-675. Am 3. Juni 1993 übernahm die Golden Eagle Aviation die Maschine und setzte sie seitdem durchgehend mit dem Luftfahrzeugkennzeichen B-98181 ein. Der Learjet war formell auf die auf dem Flughafen Taipeh-Songshan ansässige China Leasing Company Ltd. zugelassen. Das zweistrahlige Geschäftsreiseflugzeug war mit zwei Turbofantriebwerken des Typs Honeywell TFE731-22B ausgestattet.

## Insassen und Flugzweck
Mit der Maschine sollten an diesem Tag Trainingsflüge in Kooperation mit der taiwanesischen Marine geflogen werden. Die Maschine sollte dabei Schleppziele für Schießübungen ziehen. Der Start- und Zielflughafen der Operation sind nicht bekannt. Es befanden sich vier Besatzungsmitglieder an Bord. Bei diesen handelte es sich um Luftwaffenoffiziere im Ruhestand, die für das private Unternehmen Chingying arbeiteten, welches die Maschine an das taiwanesische Militär verleast hatte.

## Unfallhergang
Die Maschine befand sich mit einem Schleppziel im Zug im Luftraum bei Taitung, als sie von Projektilen einer Flugabwehrkanone getroffen wurde, die von einem Kriegsschiff der taiwanesischen Marine abgefeuert wurden. Die Maschine stürzte unkontrolliert vor Chipen Beach, Taitung, ins Philippinische Meer, wobei alle vier Männer getötet wurden. Ihre Leichen wurden später aus dem Meer geborgen, zuvor wurden sie für vermisst erklärt.